# Philodromus pseudanomalus
Philodromus pseudanomalus là một loài nhện trong họ Philodromidae.
Loài này thuộc chi Philodromus. Philodromus pseudanomalus được miêu tả năm 1969 bởi Charles Denton Dondale & Redner.